# Osteomalacija
Osteomalacija je naziv za poremećaj mineralizacije kostiju (nakon završetka rasta). Osteomalacija je, kod dece koja nisu završila rast, uvek udružena zajedno sa rahitisom, a nakon kraja rasta, više ne može se govoriti o rahitisu nego samo o osteomalaciji. 
Česti uzroci osteomalacije su nedostatak vitamina D zbog nedovoljnog izlaganja sunčevom svetlu ili nedovoljne prehrane, bolesti bubrega ili probavnog sistema i različiti lekovi.
Klinička slika u ranoj fazi bolesti je bol na pritisak, koja kasnije postaje difuzna i koju prati slabost mišića. Kako bolest napreduje kosti postaju sve osetljivije, pa vrlo lako može doći do preloma.
Biohemijski nalaz koji upućuje na osteomalaciju je smanjenje količine vitamina D u krvi. 
Radiološkim pretragama nalaze se prosvetljenja kosti koja odgovaraju zonama demineralizacije kostiju. 